# Festival international de musiques militaires de Québec
Le Festival international de musiques militaires de Québec (FIMMQ), créé en 1998, a été l'un des évènements culturels majeurs de la ville de Québec et le rendez-vous d'un grand nombre de formations musicales militaires canadiennes et étrangères. Le Festival se déroulait annuellement durant le mois d'août et offrait des prestations musicales dans plusieurs lieux historiques de la vieille capitale.

## Son histoire
Le festival a été fondé en 1998, à l'instigation de Jacques Du Sault, qui voulait offrir une série de concerts en plein air qui mettaient en valeur l'environnement du Vieux-Québec. Les Forces armées canadiennes furent invitées à contribuer, avec en particulier l'implication du lieutenant-colonel à la retraite Yvan Lachance, ancien commandant du régiment Les Voltigeurs de Québec, du major Denis Bernier, alors directeur de la Musique du Royal 22e Régiment et de son adjoint, qui a joué un rôle déterminant à chacune des éditions du Festival, l'Adjudant-chef Réjean Blais.
En 2013, après 15 ans d'existence, le Festival international de Musiques militaires de Québec disparaît, faute de financement.

## Édition 2008
Le FIMMQ a fêté son dixième anniversaire en 2008, alors que les festivités du 400e anniversaire animaient Québec. Les Musiques hôtes de l'événement, soit celle des Voltigeurs de Québec et celle du Royal 22e Régiment, ont accueilli pour l'occasion des Musiques de l'Allemagne, de la Belgique, du Chili, de la Corée du Sud, des États-Unis, de la France, de la Norvège, des Pays-Bas, de la Pologne, du Royaume-Uni, de la Russie et de Singapour. La présence du Chœur de l'Armée rouge Russe et la Troupe Alexandrov avait d'ailleurs été très remarquée. Avec cette 10e édition, le Festival a acquis une notoriété importante et s'est démarqué dans le réseau de la musique militaire.